# Andrej Glavan

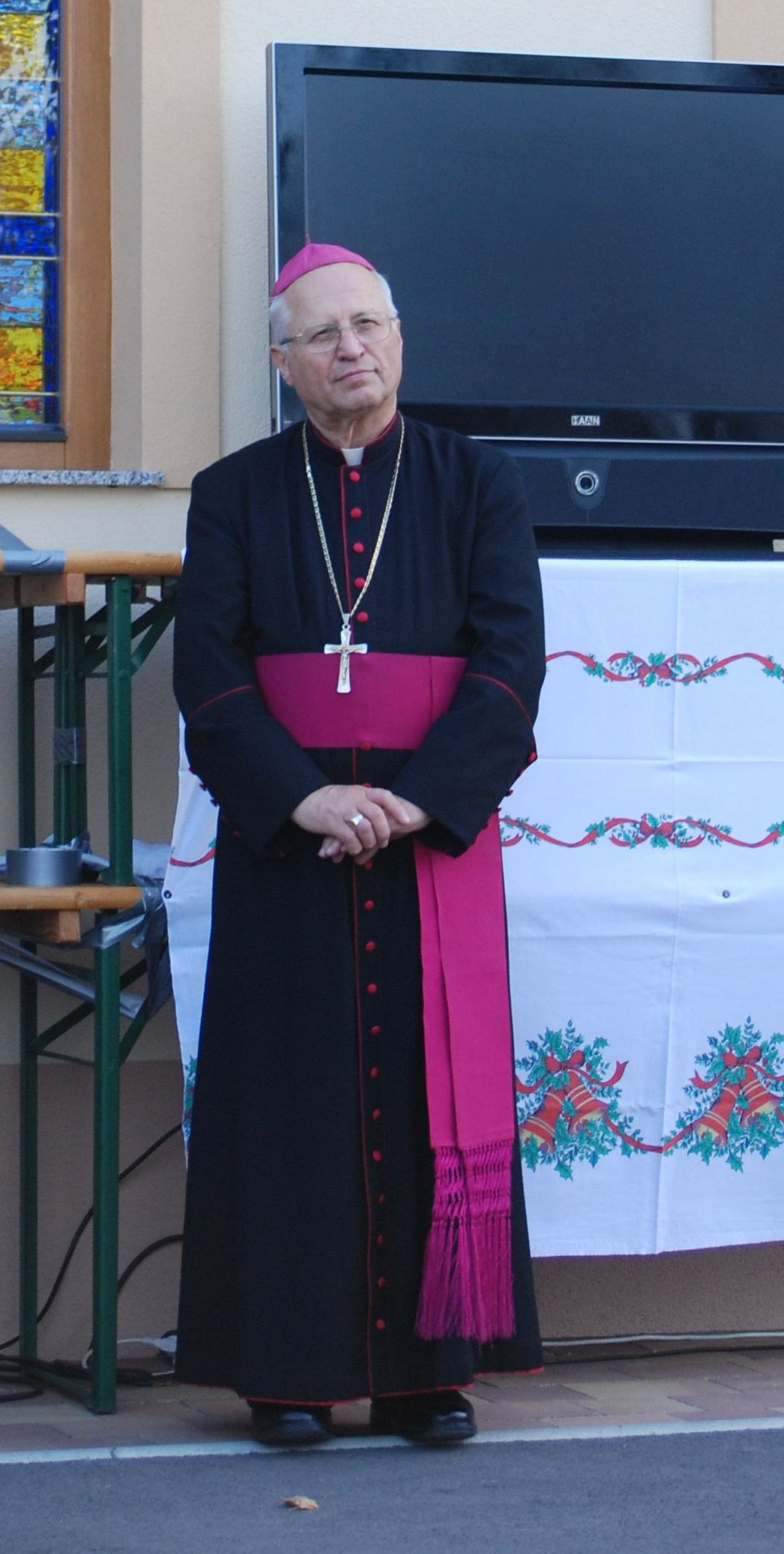
Andrej Glavan (2012)

Bischofswappen von Andrej Glavan

Andrej Glavan (* 14. Oktober 1943 in Soteska, Jugoslawien) ist ein slowenischer Geistlicher und emeritierter römisch-katholischer Bischof von Novo mesto.

## Leben
Andrej Glavan empfing am 29. Juni 1972 das Sakrament der Priesterweihe.
Am 13. Mai 2000 ernannte ihn Papst Johannes Paul II. zum Titularbischof von Musti in Numidia und bestellte ihn zum Weihbischof in Ljubljana. Der Erzbischof von Ljubljana, Franc Rodé CM, spendete ihm am 12. Juni desselben Jahres die Bischofsweihe; Mitkonsekratoren waren der Bischof von Koper, Metod Pirih, und der Bischof von Maribor, Franc Kramberger. Am 7. April 2006 ernannte ihn Papst Benedikt XVI. zum Bischof von Novo mesto.
Vom 31. Juli 2013 bis zum 23. November 2014 war Andrej Glavan zudem Apostolischer Administrator von Ljubljana. Am 30. Juni 2021 nahm Papst Franziskus das von Andrej Glavan aus Altersgründen vorgebrachte Rücktrittsgesuch an.